# Hípica als Jocs Olímpics d'estiu de 1932

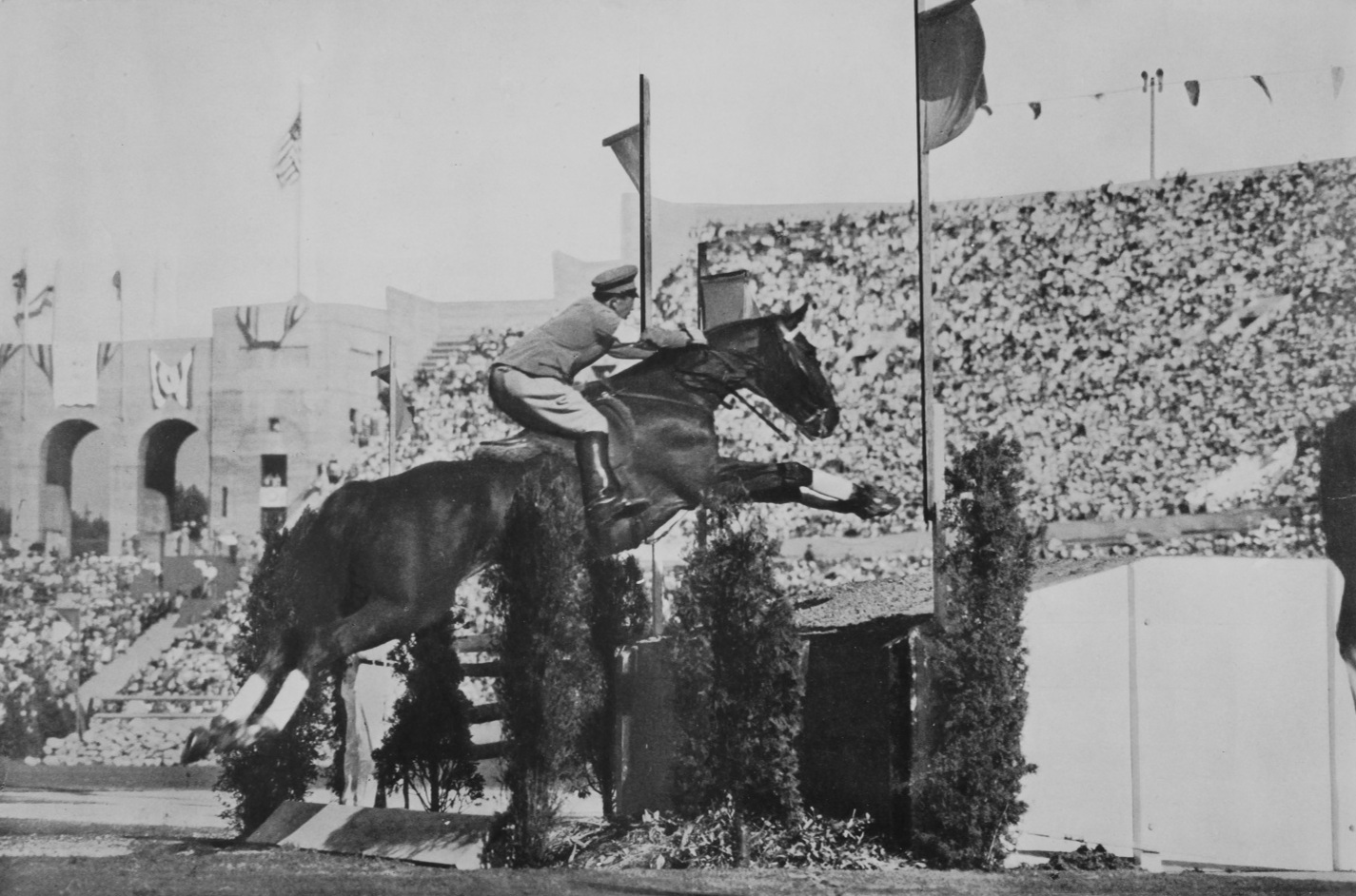
El genet japonès Takeichi Nishi amb "Uranus", vencedor de la prova de salt d'obstacles.

Als Jocs Olímpics d'Estiu de 1932 celebrats a la ciutat de Los Angeles (Estats Units) es disputaren sis proves d'hípica: doma clàssica, concurs complet i salts, tant en categoria individual com per equips. La competició es desenvolupà entre els dies 10 i 14 d'agost de 1932.

## Comitès participants
Participaren 31 genets en representació de 6 comitès nacionals diferents:
- Estats Units (8)
- França (3)
- Japó(5)
- Mèxic (6)
- Països Baixos (3)
- Suècia (6)

## Resum de medalles
| Prova                                | Or | Plata | Bronze                                                                                        |
| Doma clàssica individual detalls     | Xavier Lesage i Taine                                                                                             | Charles Marion i Linon                                                                                      | Hiram Tuttle i Olympic                                                                        |
| Doma clàssica per equips detalls     | França Xavier Lesage i Taine · Charles Marion i Linon · André Jousseaume i Sorelta                                | SuèciaBertil Sandström i Kreta · Thomas Byström i Gulliver · Gustaf Boltenstern i Ingo                      | Estats UnitsHiram Tuttle i Olympic · Isaac Kitts i American Lady · Alvin Moore i Water Pat    |
| Concurs complet individual detalls   | Charles de Mortanges i Ferdinand                                                                                  | Earl Foster Thomson i Jenny Camp                                                                            | Clarence von Rosen i Sunnyside Maid                                                           |
| Concurs complet per equips detalls   | Estats Units Earl Foster Thomson i Jenny Camp · Harry Chamberlin i Pleasant Smiles · Edwin Argo i Honolulu Tomboy | Països Baixos Charles de Mortanges i Marcroix · Karel Schummelketel i Duiveltje · Aernout van Lennep i Henk | No es concedí                                                                                 |
| Salts d'obstacles individual detalls | Takeichi Nishi i Uranus                                                                                           | Harry Chamberlin i Show Girl                                                                                | Clarence von Rosen i Empire                                                                   |
| Salts d'obstacles per equips detalls | L'esdeveniment va ser declarat nul ja que cap equip va finalitzar la cursa amb tres corredors                     | L'esdeveniment va ser declarat nul ja que cap equip va finalitzar la cursa amb tres corredors               | L'esdeveniment va ser declarat nul ja que cap equip va finalitzar la cursa amb tres corredors |

## Medaller
| Posició | País          | Or | Argent | Bronze | Total |
| 1       | França        | 2  | 1      | 0      | 3     |
| 2       | Estats Units  | 1  | 2      | 2      | 5     |
| 3       | Països Baixos | 1  | 1      | 0      | 2     |
| 4       | Japó          | 1  | 0      | 0      | 1     |
| 5       | Suècia        | 0  | 1      | 2      | 3     |